# Ngedbus
Ngedbus (auch: Ngesebus) ist eine Insel im Inselstaat Palau im Pazifischen Ozean.

## Geographie
Die Doppel-Insel erstreckt sich nördlich der Insel Peleliu halbmondförmig und nach Norden offen über das Riff. Nach Peleliu ist sie nur durch einen Kanal von ca. 500 m Breite getrennt. Im Westen der Insel, an der Riffkrone befindet sich der Tauchplatz Shipwreck Point. Die Westhälfte Der Insel verläuft von Nordwesten bogenförmig nach Osten. An ihrem Westende erstreckt sich eine kleine Landzunge nach Norden. Dort befindet sich auch der sehr schale Kanal, der sie von der Osthälfte, (auch: Murphy Island) trennt. Die Osthälfte der Insel ist viel kleiner, der Ort Olngeuaol ist eingezeichnet, ansonsten ist die Insel dicht bewaldet und unbewohnt.
Südöstlich der Osthälfte sind die Eilande Ngkeuall und Belualasmau vorgelagert.
Der Kanal zwischen Ngedbus und Peleliu steht als Laichgebiet unter Naturschutz.